# San Vito Lo Capo
San Vito Lo Capo est une commune italienne de la province de Trapani, dans la région Sicile. 

## Géographie
La réserve naturelle de Zingaro est située au sud-est de la commune.

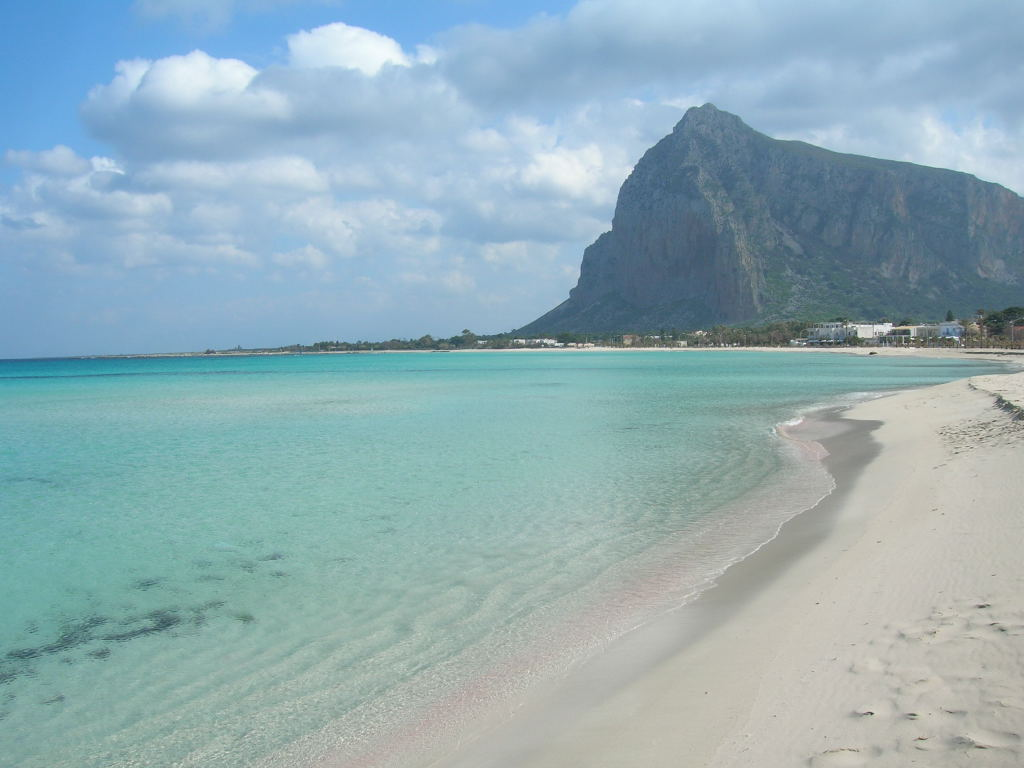
Plage.
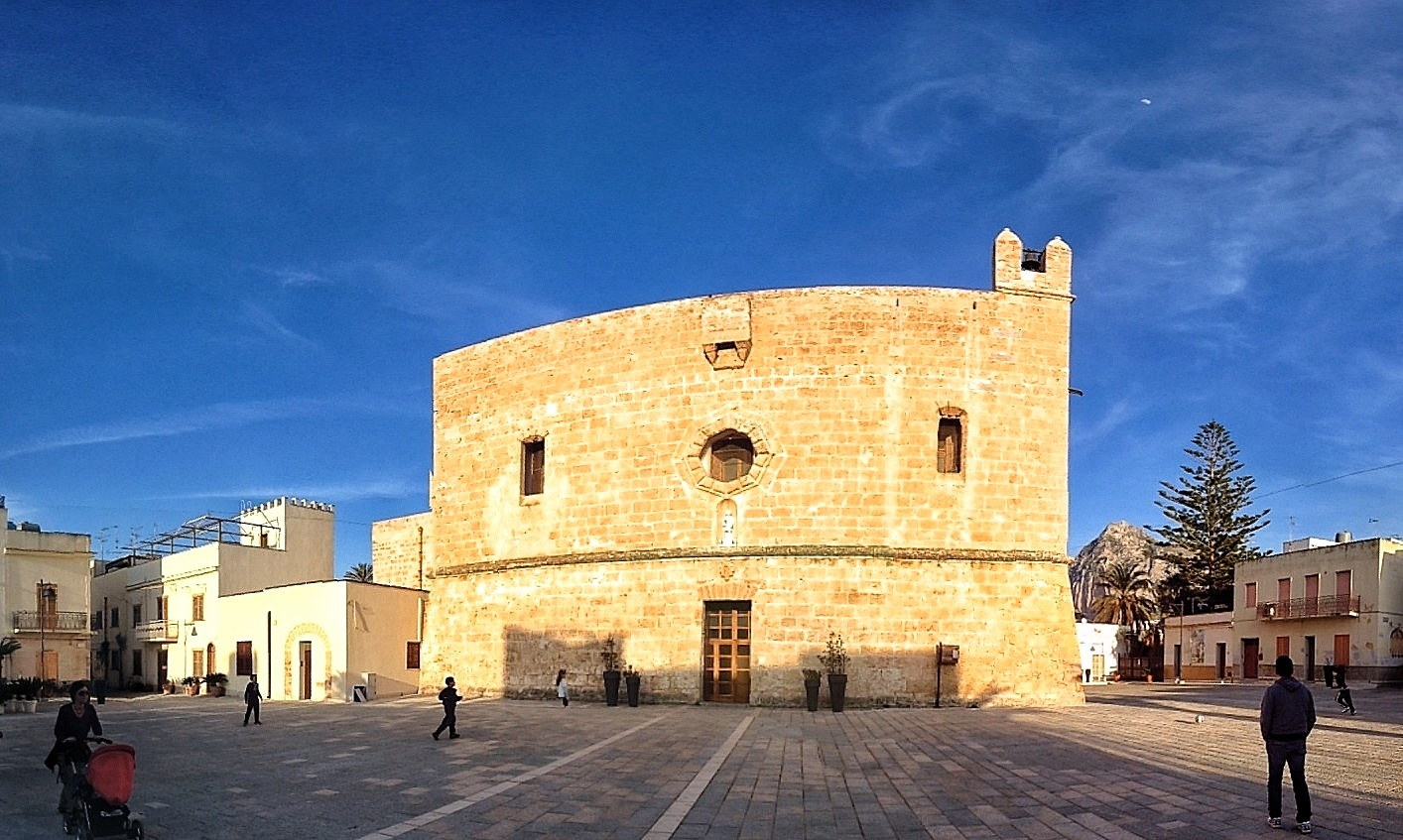
Sanctuaire.
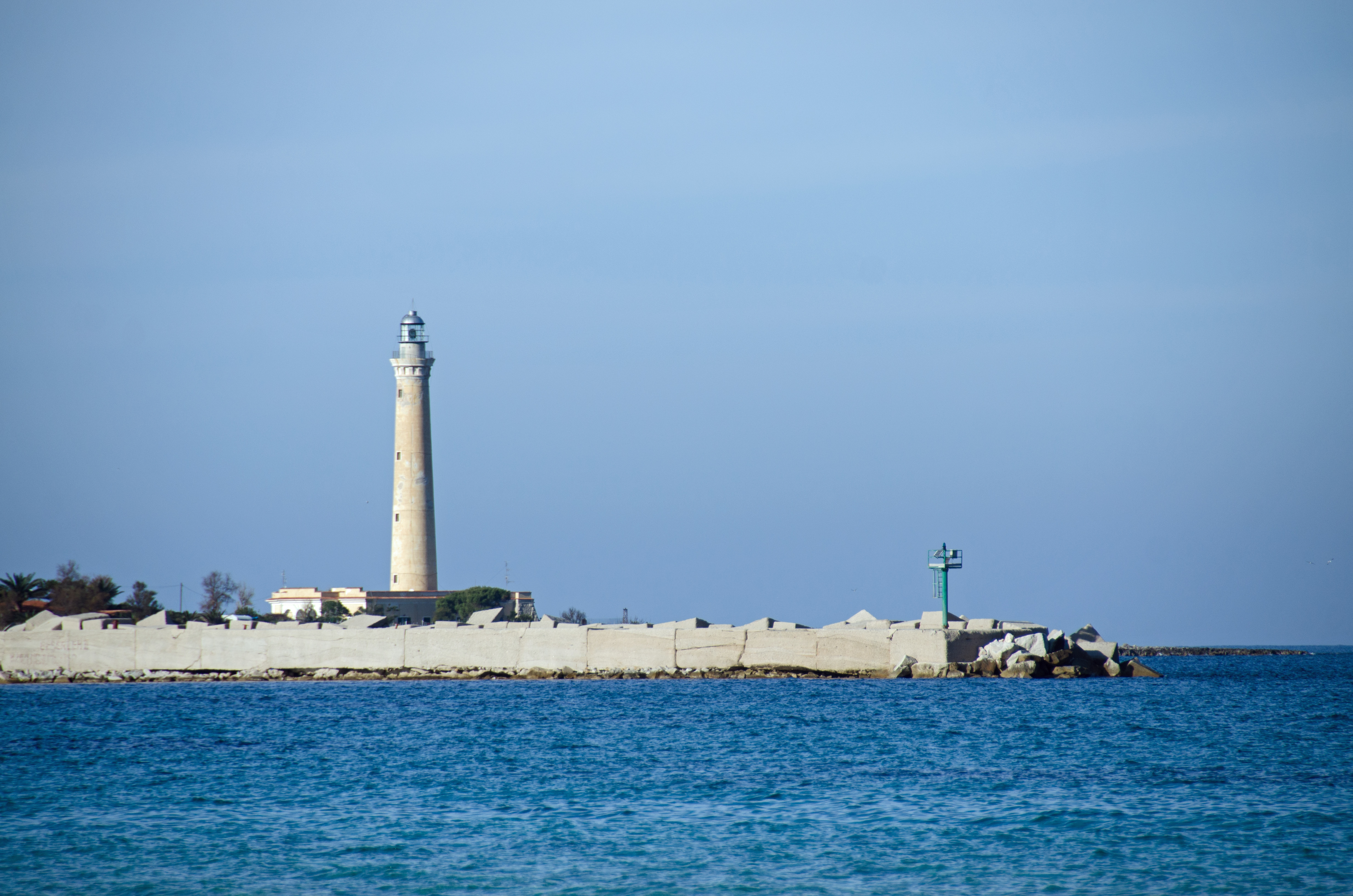
Phare.
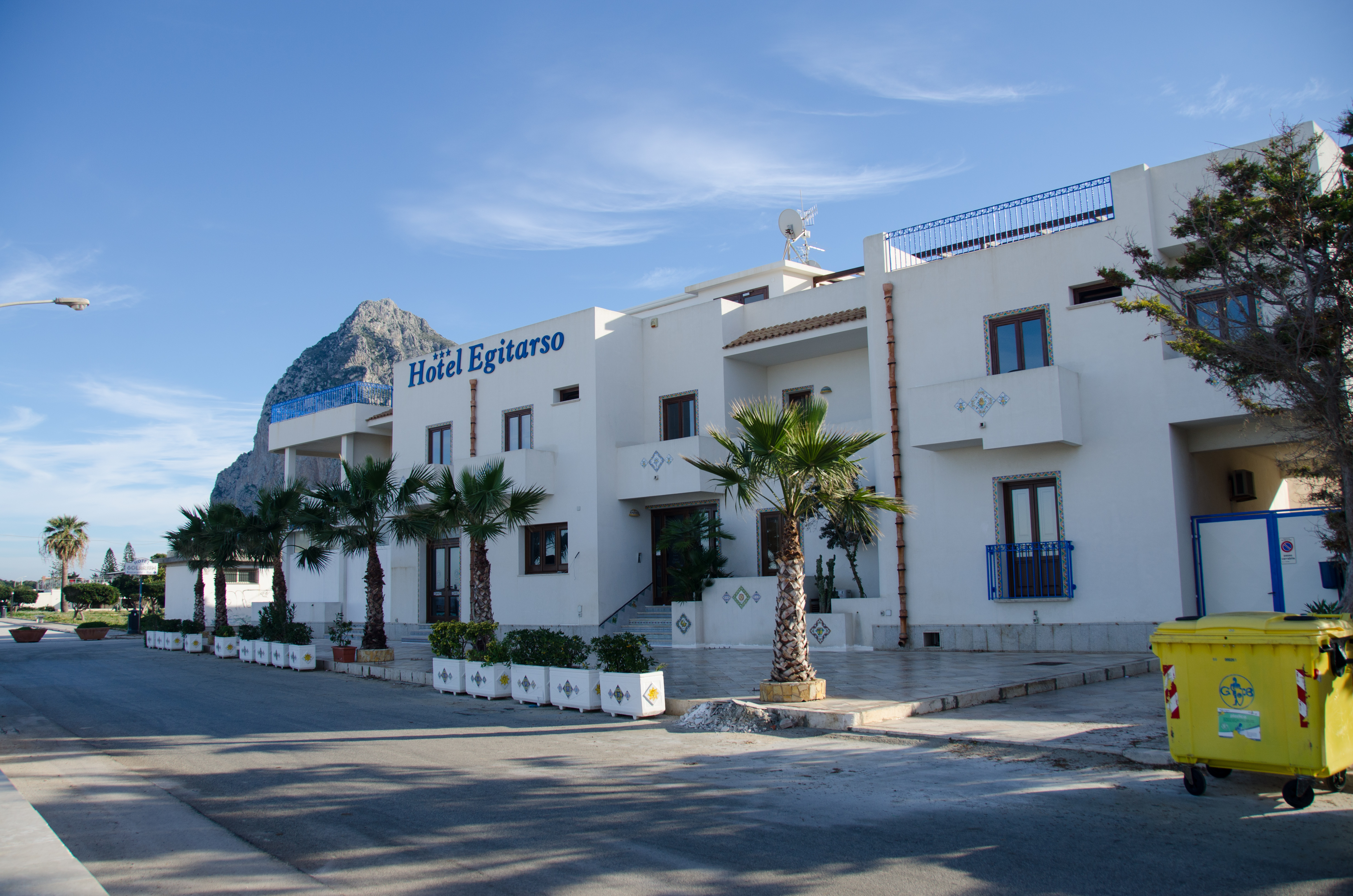
Rue.

## Histoire
Le 13 septembre 1904, des carabiniers tirent sur une manifestation de coopérateurs paysans, tuant deux personnes et en blessant dix, dont une femme. Cet épisode, ajouté à d'autres répressions sanglantes, justifie l'appel par des syndicalistes et le Parti socialiste italien à une grève générale dans toute l'Italie du 15 septembre au 21 septembre. 

## Économie
San Vito Lo Capo est une importante station balnéaire.

## Culture
Le monument le plus important est le sanctuaire de San Vito.
La ville héberge le festival du couscous (Cous Cous Fest) qui a lieu chaque année au cours du mois de septembre. 

## Administration
| Période                                  | Période | Identité | Étiquette | Qualité |
| ---------------------------------------- | ------- | -------- | --------- | ------- |
|                                          |         |          |           |         |
| Les données manquantes sont à compléter. |         |          |           |         |

### Communes limitrophes
Castellammare del Golfo,  Custonaci.

### Jumelages
- La Goulette (Tunisie) depuis 2001.